# Cox-Klemin XA-1
Die Cox-Klemin XA-1 war ein Ambulanzflugzeug der Cox-Klemin Aircraft Corporation von 1923 für den United States Army Air Service. Es wurden zwei Maschinen gebaut.

## Geschichte
Beide einmotorigen Doppeldecker mit der Kodierung XA-1 wurden Anfang der 1920er Jahre von der Cox-Klemin Aircraft Corporation konstruiert und für den United States Army Air Service gebaut. Die XA-1 sollte das Nachfolgemodell für die Airco DH-4Amb werden. Beide Prototypen wurden mehrere Jahre als Ambulanzflugzeuge genutzt, aber keine weiteren Maschinen geordert. Die Aufgabenkennung „A“ für Ambulance wurde nur in einem weiteren Fall bei der Fokker A-2 verwendet. Ab 1926 stand „A“ für Attack (Luftnahunterstützung). Über den Verbleib der Flugzeuge ist nichts bekannt.

## Technik
Beide Flugzeuge hatten einen wassergekühlten Liberty-L-12-Flugmotor und ein starres Fahrwerk. Sie waren 9,35 m lang und hatten eine Spannweite von 13,41 m. Sie waren für zwei Mann Besatzung ausgelegt und konnten intern zwei Krankentragen unterbringen.